# Eumichtis flavescens
Eumichtis flavescens là một loài bướm đêm trong họ Noctuidae.